# 鈴木治行
鈴木 治行（すずき はるゆき、1962年2月16日 - ）は、日本の現代音楽の作曲家。東京都生まれ。青山学院大学仏文科卒業。

## 略歴
東京音楽大学の湯浅譲二ゼミ、東京芸術大学の近藤譲ゼミに参加、南弘明に対位法を師事。1987年、「現代の音楽展」（主催：日本現代音楽協会）、および仙台音楽祭「新しい音楽の波」に招待作曲家として招かれる。1990年、若手作曲家グループTEMPUS NOVUMを山本裕之、田中吉史らと結成。1995年、『二重の鍵』（A Double Tour）で第16回入野賞を受賞。1997年、衛星ラジオ「Music Bird」にて鈴木治行特集が放送される。2000年、映画『M/OTHER』の音楽で第54回毎日映画コンクール音楽賞を受賞。
芸大出身ではなかったため、日本のアカデミックな音楽業界からは距離を置いた反アカデミズムと考えられたが、現在では大学で教鞭もとっており、入野賞の審査も担当している。

## 作風
線的素材に基づく作曲からスタートし、反復（のようなもの）や引用（のようなこと）などを取り入れたユーモラスな音楽を作曲している。映画、美術、その他あらゆるアートに対する探求心は、彼の作品に独特の個性を与えている。作品の傾向は大きく4つにわかれ、(I)反復もの、(II)句読点シリーズ、(III)語りもの、そして映画音楽、である。これら4つの傾向は一見無秩序にみえるが、詳細に検討すると、そこには美学的立場とでも言うべきもので共通したものが垣間見える。

### I
反復ものは、電子音楽「システマティック・メタル」や「For Steve Reich」、あるいはクラリネットとオーボエのための「Hiccup」、スル・ポンティチェロの音色が悩ましく聞こえ続けるヴァイオリンとピアノの「二重の鍵」などでさまざまに試みられている、ある素材の反復的操作を中心としたもので、作例のわかりやすい説明としては、「1、12、123、…」。つまり、準備したメロディなり電子音なり、何らかの素材を何らかの規則に従い反復していくのだが、例えば「二重の鍵」などではさらに、反復するごとに調性をずらすなどして、反復された際の違和感を増す仕掛けが組まれる。こうした、直線的に進行すべき流れを非常に客観的に、ある種暴力的に、切断することへの好みは鈴木治行の作品の特徴の中でもとりわけ重要である。＜日本の作曲20世紀＞で公開された本人の意図は「収まりの悪い半端なタイミング」を得るためとのことだが、ロココ楽派の「不等音符」が演奏家の上品な趣味を強調するために使われた技術であるのに対して、鈴木のそれは聴覚的なバランスの不一致に向けられている。マウリツィオ・カーゲルの「オーケストラのためのエチュード」に近似した技法が見られる。

### II
IIは直裁に言えば引用である。句読点シリーズではこの好みがより明確な形で示されており、鈴木治行自身は「関節はずし」あるいは「脱臼」といった言葉でこれを説明している。句読点シリーズはソロ楽器のためのシリーズで、現在までに7作書かれている。このシリーズで探求されているのは、あらかじめ用意された素材の流れの中にマイルス・デイビスやバッハなどの異素材を断続的に挿入する事で、音楽に楔を打ち込み、脱臼させるというもので、挿入される異素材は聴覚上にマンネリズムを生まないよう複数用意され、周到にタイミングを計られ組み込まれる。彼はこれを「耳に引っかかる」と説明している。

### III
語りものは、鈴木治行作品の中でも特にユニークなものである。この作品は語りと複数の楽器、あるいは歌手により演奏されるが、これまでに5曲作られている。
「陥没ー分岐」においては、歌曲を歌うソプラノ歌手とピアノ、唄を歌うヴォーカルとキーボードがそれぞれ、歌曲、唄を同時に歌うような状況が何度も訪れる。それぞれはそれぞれのスタイルで歌唱し、演奏するのであって、さらにそこに語りが介入し、不可思議な音響空間を生む。これらばらばらに見える複数の流れはしかし、ある演奏者の演奏が他の演奏者の合図となるように仕組まれ、ところどころ同期され、非常に特異な音楽的やり取りの場が生まれる。「伴走-齟齬」においては、商業音楽のイディオム寄りの爛れたピアノが突然無関係に線的な素材を挿入されるかと思うと、トモミンはピアノに合わせて「歌を歌う」。発振音で声楽をまねるアイディアは一柳慧も同種のシアターピースで用いているが、今作ではトモミンが通常の「発振器」としての役割に突然返り、可聴域を大きく横断するシーンが、語りと組み合わされる。
聴き手は、「語りの内容に付随した音響がなっているのだろう」といった従来の感覚を曲の随所で大きく揺さぶられる。これら「語りもの」は、例えばフランスの作曲家リュック・フェラーリ、そして作家・映画監督でもあるマルグリット・デュラスの影響を受けていると鈴木自身も言っているが、90年代に作られたインスタレーション「循環する日常生活」における、家電製品のスイッチが他の家電製品の動きに連動され、連鎖して行くというコンセプトと通じる面があるという指摘がある。
現在までに書かれた語りものは、(I)や(II)などと異なり全てが同種の技法に収斂されない。発売元のHEADZは、主にポストロックを扱うレーベルである。

## 映画音楽
鈴木の映画音楽の仕事にはおおむね2種類あり、ひとつは新作映画に音楽をつける仕事で、諏訪敦彦、宮岡秀行、榎本敏郎といった映画監督とのさまざまな仕事をしている。鈴木はミシェル・シオンの映画音楽の理論に大変影響を受けており、映画の中に含まれるさまざまな音響を音楽と同等のものと捉えて作業する。鈴木は、「どのような映像に対してどのような音楽をつけてもあう。だからこそ映画音楽の手腕が問われるのである」といっている。
鈴木はまず脚本や映像を十分に分析し、そのなかで必要とされるタイプの音を用意するので、音楽素材のスタイルにある決まった型などはない。時には雑音、ノイズを多用し、またあるところではロマンティックな旋律を用意する。
鈴木はこれまでに4作の過去のサイレントフィルムにライヴで音をつけている（うち一作は既存の楽曲の編曲であるが）。2000年のムルナウ監督の『ノスフェラトゥ』、2002年のカール・ドライヤー監督の『裁かるゝジャンヌ』、そして2006年のジガ・ヴェルトフ監督『カメラを持った男』のライヴでは、サイレント映画への伴奏付けとはまったく異なる独自のアプローチがなされている。

## 活動状況
個展、講義、演奏会・イベントの企画・プロデュース、執筆活動などのほか、演劇、美術、映像など他ジャンルとのコラボレーションも積極的に行っている。3.11後は、原発事故で故郷から250km離れた避難生活を強いられた人々を1年半取材したドキュメンタリー「フタバから遠くはなれて」や、在来作物の保護を通じてモンサントを批判したとも評される「よみがえりのレシピ」など、社会性の強い作品の映画音楽を担当している。